# شهرستان مهاباد
شهرستان مهاباد یکی از شهرستان‌های استان آذربایجان غربی که مرکز آن شهر مهاباد است. این شهر در جنوب استان و در دامنه رشته جبال لند شیخان کوهستانی و خوش آب و هوا قرار دارد. مهاباد شهری است که در ساحل شرقی رودخانه مهاباد واقع شده‌است و امروز به خاطر قرار گرفتن در مرکز تلاقی سه استان آذربایجان شرقی، آذربایجان شرقی و کردستان از اهمیت ویژه ای برخوردار است و به دلیل همین جایگاه راهبردی اقامتگاه مسافران زیادی است.
راه سردشت به میاندوآب و ارومیه از آن می‌گذرد و همراه با راه‌های دیگری، همچون مهاباد به بوکان، مهاباد به لاجان، و نیز راه‌های روستایی خلیفان به بوکان و جز آن‌ها شبکۀ راه‌های زمینی این شهرستان را تشکیل می‌دهند.
شهرستان مهاباد دارای مرز خاکی با ۵ شهرستان بوکان (از طرف شرق به طول ۷۵ کیلومتر)، نقده (از طرف شمال‌غربی به طول ۵۲ کیلومتر)، میاندو‌آب (از طرف شمال‌شرقی‌ به طول ۴۹ کیلومتر)، سردشت (از طرف جنوب به طول ۱۱۸ کیلومتر) و پیرانشهر (از طرف غربی به طول ۷۸ کیلومتر) می‌‌باشد.

## تقسیمات کشوری
تقسیمات کشوری این شهرستان، بنابرآنچه در نتایج آمارگیری سرشماری سال ۱۳۸۵ کل کشور آمده‌است، بر حسب بخش، شهر، دهستان و روستا به شرح زیر است:

### بخش‌ها
- بخش مرکزی
- بخش خلیفان

### شهرها
- شهر مهاباد
- شهر خلیفان
- شهر گوک‌تپه

### دهستان‌ها
دهستان‌های بخش مرکزی
- دهستان آختاچی غربی
- دهستان مکریان شرقی
- دهستان مکریان غربی

دهستان‌های بخش خلیفان
- دهستان کانی بازار
- دهستان منگور شرقی

## جغرافیا
شهرستان مهاباد با مساحت ۲۵۹۱ کیلومتر مربع و ۲۱۵٬۵۲۹ نفر جمعیت (بر اساس سرشماری سال ۱۳۹۰) در موقعیت طول جغرافیایی ۴۵ درجه و ۴۳ دقیقه شرقی و عرض جغرافیایی ۳۶ درجه و ۴۶ دقیقه شمالی ازاستوا قرار گرفته و با دو بخش، مرکزی و خلیفان دارای ۲۲۴ روستا دارای سکنه می‌باشد. مهاباد دارای آب و هوای کوهستانی با زمستان‌های سرد و تابستان‌های نسبتاً معتدل و چهار فصل بسیار جذاب است، رودخانه مهاباد از داخل شهر عبور می‌کند.
بر اساس نتایج آمارگیری سال ۱۳۸۵ شهر مهاباد چهارمین شهر پرجمعیت آذربایجان غربی است. همچنین این شهر ۵۹ امین شهر پرجمیعت ایران و ۲۶۸۶ امین شهر پرجمیعت جهان است.
. همچنین این شهرستان (شهر با احتساب حومه) ۵ امین شهرستان استان و ۷۵ امین شهرستان پرجمعیت ایران است.

## زبان
مردم شهرستان مهاباد به زبان کردی سورانی با لهجه مُکری یا مکریانی تکلم می کنند.

## تاریخچه و نام‌شناسی
نام شهرستان مهاباد در گذشته ساوجبلاغ (در لهجه مهابادی: سابلاغ) بود که در زمان حکومت رضاشاه در سال ۱۳۱۴ خورشیدی به نام مهاباد تغییر داده شد. ساوجبلاغ در ترکی آذری به معنی «چشمه سرد» است. دربارهٔ واژه مهاباد تاکنون تعبیرات و معناهای گوناگونی گفته شده‌است. مهاباد را مادآباد نیز گفته‌اند که این تعبیر هیچ گونه دلیل قابل قبولی همراه ندارد. این شهر را مه‌آباد نیز گفته‌اند که اگر به معنای جایی باشد که همیشه مه آلود است این تعبیر نیز با واقعیت وفق نمی‌کند. در فرهنگ پارسی برهان قاطع دربارهٔ واژهٔ مهاباد چنین نوشته شده‌است که نام اولین پیغمبری است که به عجم مبعوث شد و کتابی آورد که آن را «دساتیر» خوانند. بعضی نیز بر این باور هستند که مهاباد به معنای جایی است که بزرگان آن جا را آباد کرده‌اند.
این منطقهٔ کهن در زمان‌های پیشین مرکز نواحی کردنشین بوده و بطلمیوس آن را داروشاه و راولیستون به نام داریاس نامیده‌است. امروز در ۳ فرسخی شهر فعلی، روستایی به نام دریاز (دریاس) مشهود است که از قرار معلوم شهر داریاس در همین نقطه واقع بوده‌است. در عصر هخامنشی منطقه، بخشی از امپراتوری بزرگ هخامنشی بود و بعد از آن در زمان اسکندر بخشی از آتورپاتکان ماد بود که سردار هخامنشی آتروپات و سپس جانشینانش بر آن جا حکومت کردند. در دوره صفویه زمین‌های باختری ایران میدان مبارزه و برخوردهای دو پادشاهی صفویه و عثمانی بود و حکام محلی در ولایات باختر به مقتضای توانایی یکی از دو پادشاهی هر بار پیرو یکی از آن‌ها می‌شد. این شهر در گذشته بر اثر زلزله‌ای نابود و دوباره ساخته شد. پیرامون این شهر آثار تاریخی گوناگونی وجود دارد.

## آثار تاریخی
پژوهش‌های مورخین و آثار به دست آمده توسط باستان شناسان حاکی از آن است که منطقه شهرستان مهاباد حداقل از سده‌های اول هزاره اول پیش از میلاد مسیح یکی از مناطق مسکونی ایران باستان بوده‌است. یکی از این آثار کتیبه‌ای به خط میخی منسوب به (مینوآ) می‌باشد که بین سال‌های ۸۱۲ تا ۷۷۸ قبل از میلاد سلطنت داشته‌است. کتیبه مذکور تا سال ۱۸۹۰ موجود بوده‌است. آثار دیگری مانند پلکان‌های سنگی و راهروهای زیرزمینی مشهور به برده کنته کشف گردیده که بر نفوذ و هجوم قوم دیگری بنام وانیها به منطقه دلالت دارد. از دوره مادها نیز آثاری از جمله یک گور بنام فقرهقا (فرهادگاه) بجامانده‌است.
بررسی آثار برجای‌مانده از زمان‌های دور گذشته، نشانگر این امر است که تمدن و شهرنشینی در این منطقه از دوره مادها به وجود آمده‌است.